# دنیس ادواردز (بازیکن فوتبال)
دنیس ادواردز (انگلیسی: Dennis Edwards; ۱۹ ژانویهٔ ۱۹۳۷ – ۱۳ سپتامبر ۲۰۱۹) بازیکن فوتبال اهل بریتانیا بود.
از باشگاه‌هایی که در آن بازی کرده‌است می‌توان به باشگاه فوتبال چارلتون اتلتیک، باشگاه فوتبال پورتسموث و باشگاه فوتبال برنتفورد اشاره کرد.
وی همچنین در تیم ملی فوتبال آماتور انگلیس بازی کرده‌است.